# 馬來西亞科技大學
馬來西亞科技大學，簡稱MUST，成立於1997年1月，由時任馬來西亞首相马哈迪·莫哈末以麻省理工學院為藍本，為該國的未來發展而推動和核准建立的私立大學。該大學以科學、技術及工程教育知名。

## 學院
- 商學院
- 科學及工程學院
- 大學預備教育學院